# Fußball-Europameisterschaft 2024/Türkei
Dieser Artikel behandelt die türkische Nationalmannschaft bei der Fußball-Europameisterschaft 2024. Für die türkische Mannschaft war es die sechste Teilnahme.

## Qualifikation
Für die Qualifikation wurde die türkische Mannschaft aus dem Lostopf 4 in die Gruppe D mit Kroatien, Wales, Armenien und Lettland zugelost. Die Türkei war die einzige Nationalmannschaft aus dem Qualifikations-Lostopf 4, die sich direkt als Gruppensieger für die Europameisterschaft qualifiziert hatte.
Insgesamt setzten die Nationaltrainer Stefan Kuntz und Vincenzo Montella 36 verschiedene Spieler ein, von denen nur Kerem Aktürkoğlu in allen acht Qualifikationsspielen eingesetzt wurde. Auf je sieben Einsätze kamen Ferdi Kadıoğlu, Salih Özcan, Hakan Çalhanoğlu und Barış Alper Yılmaz. Durch die Qualifikation führte Çalhanoğlu das Nationalteam als Mannschaftskapitän an. Während der Qualifikation bestritten Abdülkerim Bardakcı und Umut Nayir mit jeweils 29 Jahren, Yusuf Sarı mit 25 Jahren, Bertuğ Yıldırım mit 21 Jahren und Kenan Yıldız mit 18 Jahren ihr A-Länderspieldebüt beziehungsweise erstes A-Pflichtländerspiel.

### Offensive

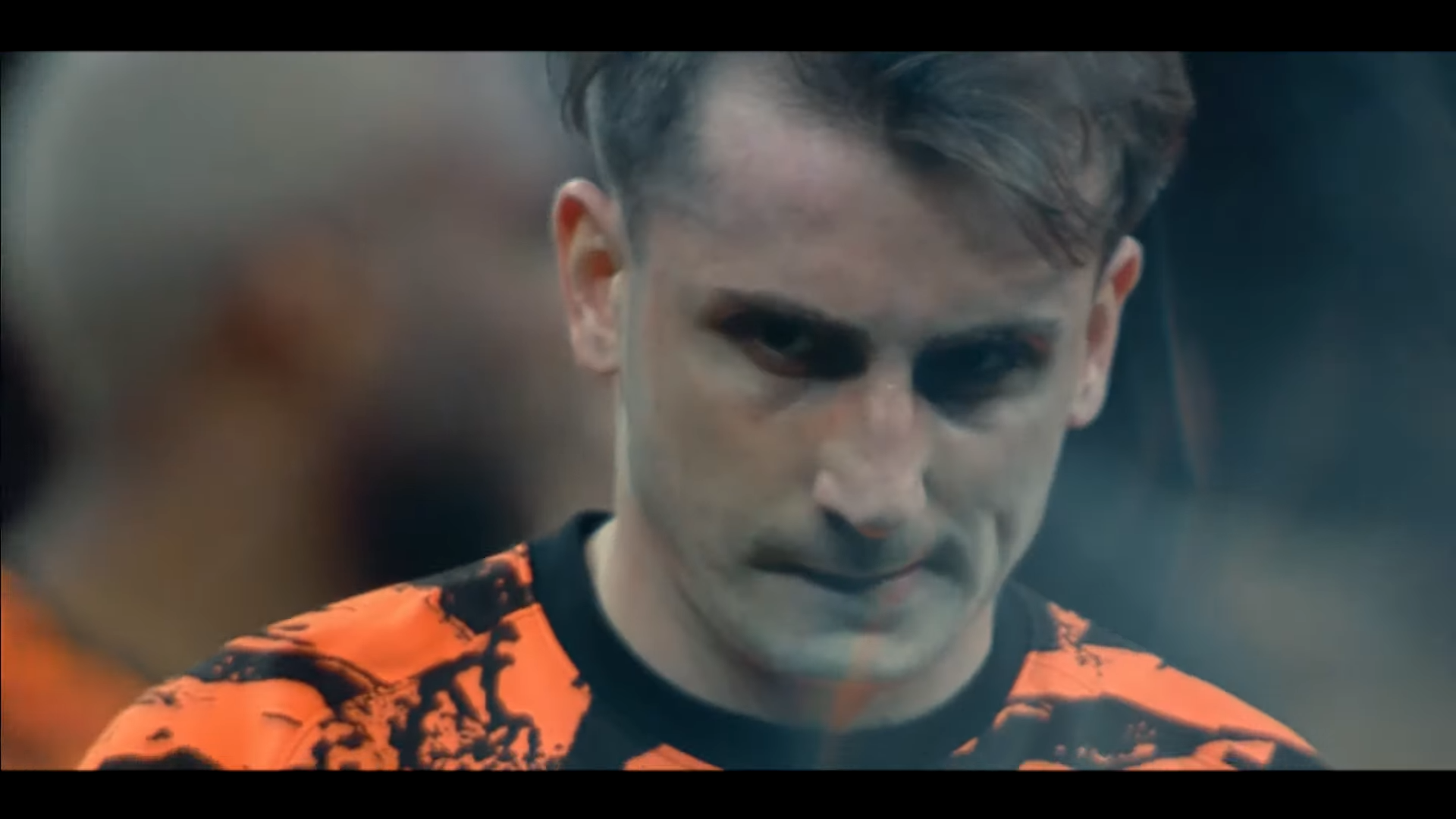
Kerem Aktürkoğlu bestritt als einziger türkischer Spieler alle Partien der Qualifikation

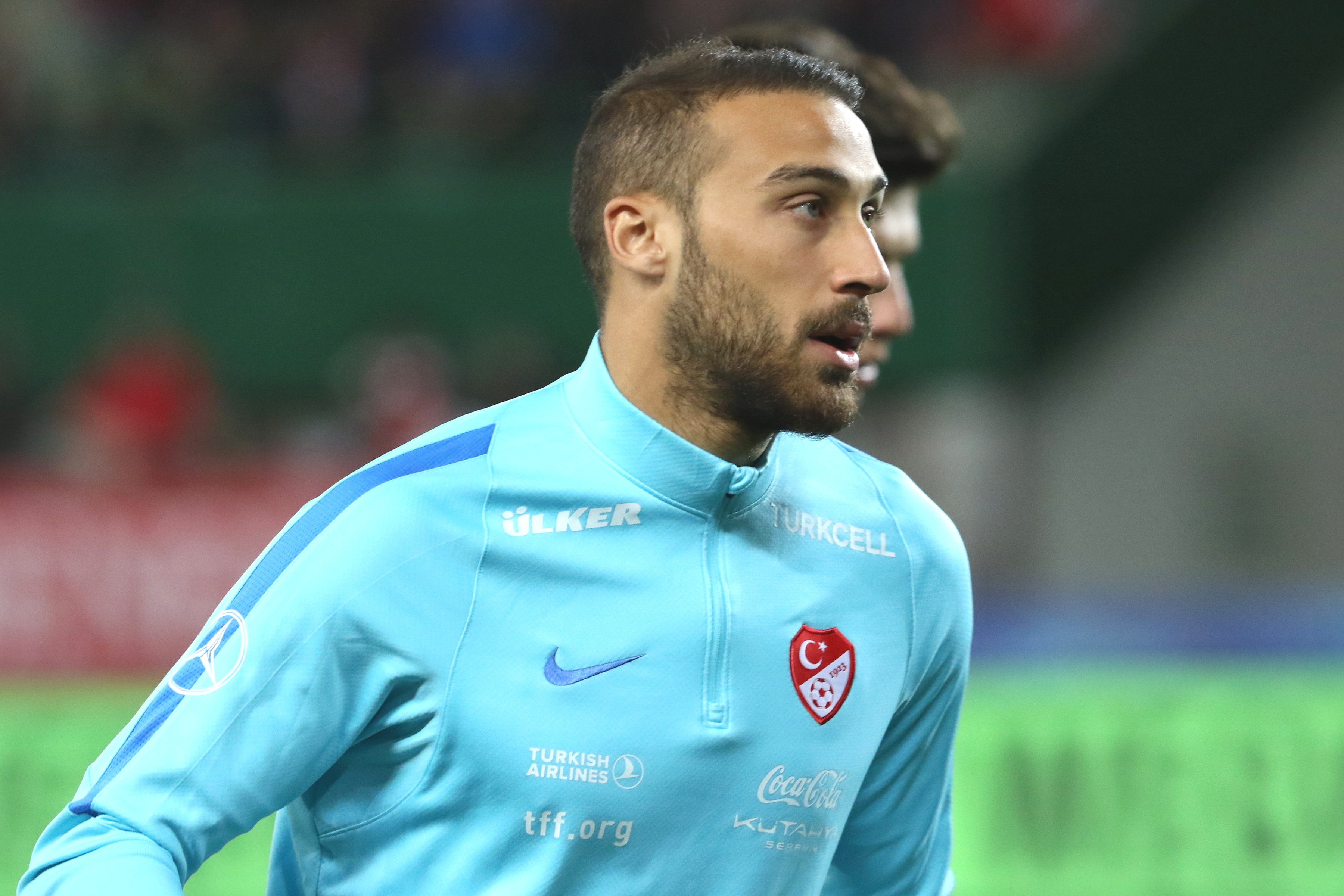
Cenk Tosun, bester türkischer Torschütze der Qualifikation neben Kerem Aktürkoğlu

Offensive Schlüsselspieler waren Kerem Aktürkoğlu, İrfan Can Kahveci und Barış Alper Yılmaz mit ihren Siegtoren und unter anderem auch Bertuğ Yıldırım und Yusuf Yazıcı mit ihren Ausgleichstoren, die zu Remis führten, alle trugen offensiv zu Punktgewinnen bei. Die besten türkischen Torschützen mit jeweils zwei Qualifikationstoren waren Kerem Aktürkoğlu und Cenk Tosun. Der beste Scorer der Qualifikation für die Türkei war Orkun Kökçü mit drei Scorerpunkten aus einem erzielten Tor und zwei Torvorlagen. Insgesamt trugen zwölf verschiedene Torschützen zu den 14 Qualifikationstoren bei, zudem erzielte Kabak leider ein Eigentor gegen Armenien.

### Defensive
Während der Qualifikation waren die Stammtorhüter der Türkei Mert Günok mit fünf Einsätzen mit einem Zu-Null-Spiel, bevorzugt vom Cheftrainer Kuntz, und Uğurcan Çakır mit drei Einsätzen mit zwei Zu-Null-Spielen, bevorzugt vom Cheftrainer Montella. Weitere Leistungsträger der Defensive mit den meisten Einsätzen waren die Außenverteidiger Ferdi Kadıoğlu, Zeki Çelik mit sechs Einsätzen und in der Innenverteidigung Merih Demiral und Abdülkerim Bardakcı mit jeweils fünf Einsätzen.

### Spielergebnisse
Alle Ergebnisse der Qualifikations- und Testspiele während der Qualifikationsphase aus der Sicht der Türkei.
| Datum                                   | Länderspiel   | Spielort      | Gegner      | Ergebnis  | Torschützen für die Türkei                                                  |
| --------------------------------------- | ------------- | ------------- | ----------- | --------- | --------------------------------------------------------------------------- |
| unter dem Cheftrainer Stefan Kuntz      |               |               |             |           |                                                                             |
| 25. März 2023                           | Qualifikation | Jerewan (A)   | Armenien    | 2:1 (1:1) | 0:1 Kabak (10. Spielminute); 1:1 Kökçü (35.), 2:1 Aktürkoğlu (64.)          |
| 28. März 2023                           | Qualifikation | Bursa (H)     | Kroatien    | 0:2 (0:2) | –                                                                           |
| 16. Juni 2023                           | Qualifikation | Riga (A)      | Lettland    | 3:2 (1:0) | 1:0 Bardakcı (21.), 2:1 Ünder (21.), 3:2 Kahveci (90. +5')                  |
| 19. Juni 2023                           | Qualifikation | Samsun (H)    | Wales       | 2:0 (0:0) | 1:0 Nayir (72.), 2:0 Güler (80.)                                            |
| 8. Sep. 2023                            | Qualifikation | Eskişehir (H) | Armenien    | 1:1 (0:0) | 1:1 Yıldırım (88.)                                                          |
| 12. Sep. 2023                           | Test          | Genk (N)      | Japan       | 2:4 (1:3) | 1:3 Kabak (44.), 2:3 Yıldırım (61.)                                         |
| unter dem Cheftrainer Vincenzo Montella |               |               |             |           |                                                                             |
| 12. Okt. 2023                           | Qualifikation | Osijek (A)    | Kroatien    | 1:0 (1:0) | 1:0 Yılmaz (44.)                                                            |
| 15. Okt. 2023                           | Qualifikation | Konya (H)     | Lettland    | 4:0 (0:0) | 1:0 Akgün (58.), 2:0 Tosun (84.), 3:0 Aktürkoğlu (87.), 4:0 Tosun (90. +2') |
| 18. Nov. 2023                           | Test          | Berlin (A)    | Deutschland | 3:2 (2:1) | 1:1 Kadıoğlu (38.), 2:1 Yıldız (45. +2'), 3:2 Sarı (70./Handelfmeter)       |
| 21. Nov. 2023                           | Qualifikation | Cardiff (A)   | Wales       | 1:1 (0:1) | 1:1 Yazıcı (70./Foulelfmeter)                                               |

### Abschlusstabelle
| Pl.             | Land     | Sp. | S | U | N | Tore    | Diff. | Punkte |
| --------------- | -------- | --- | - | - | - | ------- | ----- | ------ |
| 1.              | Türkei   | 8   | 5 | 2 | 1 | 014:700 | +7    | 17     |
| 2.              | Kroatien | 8   | 5 | 1 | 2 | 013:400 | +9    | 16     |
| 3.              | Wales    | 8   | 3 | 3 | 2 | 010:100 | ±0    | 12     |
| 4.              | Armenien | 8   | 2 | 2 | 4 | 009:110 | −2    | 08     |
| 5.              | Lettland | 8   | 1 | 0 | 7 | 005:190 | −14   | 03     |
| Stand: Endstand |          |     |   |   |   |         |       |        |

| Zum Ende der Qualifikations-Gruppenphase:                                                                                                   |
| Direktqualifikation für die Europameisterschaft Qualifiziert als Nachrücker für das Play-off-Turnier der Europameisterschafts-Qualifikation |

## Tests und Vorbereitungen
| Datum      | Ergebnis | Gegner      |   | Austragungsort                        | Türkische Torschützen      |
| ---------- | -------- | ----------- | - | ------------------------------------- | -------------------------- |
| 22.03.2024 | 0:1      | Ungarn*     | A | Budapest (HUN), Puskás Aréna          |                            |
| 26.03.2024 | 1:6      | Österreich* | A | Wien (AUT), Ernst-Happel-Stadion      | Hakan Çalhanoğlu 25′/Elfm. |
| 04.06.2024 | 0:0      | Italien*    | A | Bologna (ITA), Stadio Renato Dall’Ara |                            |
| 10.06.2024 | 1:2      | Polen*      | A | Warschau (POL), PGE Narodowy          | Barış Alper Yılmaz 77′     |

Anmerkung: * = EM-Teilnehmer
Die Türkische Fußball Föderation (TFF) gab im Dezember 2023 bekannt, dass die türkische Nationalmannschaft während der Europameisterschaft 2024 ihr Turnier-Quartier im Vier-Sterne-Sporthotel Fuchsbachtal in Barsinghausen der Region Hannover aufschlagen wird. In dieser Unterkunft hatte die mexikanische Nationalmannschaft während des Confederations Cup 2005 und die polnische Nationalmannschaft während der Fußball-Weltmeisterschaft 2006 logiert. Dort stehen der Nationalmannschaft während des Aufenthalts fünf Rasenplätze, ein Kunstrasenplatz uvm. exklusiv zur Verfügung. Der Standort des Sporthotels liegt ungefähr geographisch mittig zwischen den Spielorten der Gruppenphase.

## Türkisches Aufgebot
Der Cheftrainer Vincenzo Montella gab am 24. Mai 2024 den vorläufigen 35-Mann-Kader für die Europameisterschaft bekannt. Im Verlauf der Turniervorbereitungen wurden Çağlar Söyüncü, Enes Ünal und Ozan Kabak verletzungsbedingt aus dem Kader genommen, damit verpassten sie die Finalturnierteilnahme.
Am 7. Juni 2024 wurde das endgültige Europameisterschafts-Aufgebot bekannt gegeben, dabei wurden die vier Legionäre Cenk Özkacar, Berat Özdemir, Abdülkadir Ömür, Can Uzun und der Alanyaspor-Spieler Oğuz Aydın aus dem vorläufigen Kader gestrichen. Der vierte Torhüter Doğan Alemdar wird mit zur Europameisterschaft mitreisen, aber ist nicht für den 26-Mann-Finalturnierkader angemeldet. Er wird ausschließlich als vierter Torhüter die Trainingseinheiten unterstützen, ohne Einsatzberechtigung bei der Europameisterschaft.
Aufgelistet sind jene 26 Spieler, die in den türkischen Kader für die Europameisterschaft 2024 angemeldet wurden und spielberechtigt waren.
| Nr. | Name                | Geburts- tag  | Verein vor EM-Beginn   | Länderspiel- einsätze 1 | Länderspiel- tore 1 | A-Länder- spieldebüt | Letzter Einsatz                 | vorherige EM-Spiele | Anzahl der Spiele | Spielminuten | Tor      | Gelbe Karte | Gelb-Rote Karte | Rote Karte |
| Torhüter | Torhüter            | Torhüter      | Torhüter               | Torhüter                | Torhüter            | Torhüter             | Torhüter                        | Torhüter            | Torhüter          | Torhüter     | Torhüter | Torhüter    | Torhüter        | Torhüter   |
| --- | ------------------- | ------------- | ---------------------- | ----------------------- | ------------------- | -------------------- | ------------------------------- | ------------------- | ----------------- | ------------ | -------- | ----------- | --------------- | ---------- |
| 12 | Altay Bayındır      | 14. Apr. 1998 | Manchester UnitedP     | 9                       | 0                   | 27. Mai 2021         | 4. Juni 2024, gegen Italien     | 0 (2021)            | 1                 | 90           |          |             |                 |            |
| 23 | Uğurcan Çakır       | 5. Apr. 1996  | Trabzonspor            | 27                      | 0                   | 30. Mai 2019         | 26. März 2024, gegen Österreich | 3 (2021)            |                   |              |          | 2           |                 |            |
| 1 | Mert Günok          | 1. März 1989  | Beşiktaş IstanbulP     | 29                      | 0                   | 24. Mai 2012         | 10. Juni 2024, gegen Polen      | 0 (2021)            | 4                 | 360          |          | Gelbe Karte |                 |            |
| Abwehr |                     |               |                        |                         |                     |                      |                                 |                     |                   |              |          |             |                 |            |
| 4 | Samet Akaydin       | 13. März 1994 | Panathinaikos AthenP   | 6                       | 0                   | 19. Nov. 2022        | 10. Juni 2024, gegen Polen      | –                   | 4                 | 337          | 1+       | 2×          |                 |            |
| 14 | Abdülkerim Bardakcı | 7. Sep. 1994  | Galatasaray IstanbulM  | 8                       | 1                   | 16. Juni 2023        | 10. Juni 2024, gegen Polen      | –                   | 4                 | 360          |          | 2×          |                 |            |
| 2 | Zeki Çelik          | 17. Feb. 1997 | AS Rom                 | 45                      | 2                   | 5. Juni 2018         | 4. Juni 2024, gegen Italien     | 3 (2021)            | 3                 | 103          |          | Gelbe Karte |                 |            |
| 3 | Merih Demiral       | 5. März 1998  | Al-Ahli                | 44                      | 2                   | 20. Nov. 2018        | 10. Juni 2024, gegen Polen      | 3 (2021)            | 4                 | 206          | 2        |             |                 |            |
| 20 | Ferdi Kadıoğlu      | 7. Okt. 1999  | Fenerbahçe Istanbul    | 15                      | 1                   | 4. Juni 2022         | 21. Nov. 2023, gegen Wales      | –                   | 5                 | 450          |          |             |                 |            |
| 13 | Ahmetcan Kaplan     | 16. Jan. 2003 | Ajax Amsterdam         | 0                       | 0                   | –                    | –                               | –                   |                   |              |          |             |                 |            |
| 18 | Mert Müldür         | 7. Okt. 1999  | Fenerbahçe Istanbul    | 24                      | 1                   | 11. Okt. 2018        | 10. Juni 2024, gegen Polen      | 2 (2021)            | 4                 | 347          | 1+       | Gelbe Karte |                 |            |
| Mittelfeld |                     |               |                        |                         |                     |                      |                                 |                     |                   |              |          |             |                 |            |
| 22 | Kaan Ayhan          | 10. Nov. 1994 | Galatasaray IstanbulM  | 58                      | 5                   | 31. Aug. 2016        | 10. Juni 2024, gegen Polen      | 3 (2021)            | 5                 | 361          |          | Gelbe Karte |                 |            |
| 10 | Hakan Çalhanoğlu    | 8. Feb. 1994  | Inter MailandM         | 86                      | 18                  | 6. Sep. 2013         | 10. Juni 2024, gegen Polen      | 5 (2016, 2021)      | 4                 | 356          |          | 2×          |                 |            |
| 6 | Orkun Kökçü         | 29. Dez. 2000 | Benfica Lissabon       | 28                      | 2                   | 6. Sep. 2020         | 10. Juni 2024, gegen Polen      | 1 (2021)            | 4                 | 221          |          | 2×          |                 |            |
| 15 | Salih Özcan         | 11. Jan. 1998 | Borussia Dortmund      | 18                      | 0                   | 29. März 2022        | 10. Juni 2024, gegen Polen      | –                   | 4                 | 155          |          | Gelbe Karte |                 |            |
| 5 | Okay Yokuşlu        | 9. März 1994  | West Bromwich AlbionII | 40                      | 1                   | 17. Nov. 2015        | 10. Juni 2024, gegen Polen      | 3 (2021)            | 3                 | 052          |          |             |                 |            |
| 16 | İsmail Yüksek       | 26. Jan. 1999 | Fenerbahçe Istanbul    | 14                      | 1                   | 22. Sep. 2022        | 26. März 2024, gegen Österreich | –                   | 3                 | 153          |          | 2×          |                 |            |
| Angriff |                     |               |                        |                         |                     |                      |                                 |                     |                   |              |          |             |                 |            |
| 25 | Yunus Akgün         | 7. Juli 2000  | Leicester CityM2       | 9                       | 2                   | 4. Juni 2022         | 26. März 2024, gegen Österreich | –                   | 1                 | 070          |          |             |                 |            |
| 7 | Kerem Aktürkoğlu    | 21. Okt. 1998 | Galatasaray IstanbulM  | 29                      | 5                   | 27. Mai 2021         | 10. Juni 2024, gegen Polen      | 0 (2021)            | 5                 | 103          | 1        |             |                 |            |
| 8 | Arda Güler          | 25. Feb. 2005 | Real MadridCL, M       | 7                       | 1                   | 19. Nov. 2022        | 10. Juni 2024, gegen Polen      | –                   | 5                 | 342          | 1        | 2           |                 |            |
| 17 | İrfan Can Kahveci   | 15. Juli 1995 | Fenerbahçe Istanbul    | 32                      | 2                   | 23. März 2018        | 10. Juni 2024, gegen Polen      | 3 (2021)            | 1                 | 007          |          |             |                 |            |
| 24 | Semih Kılıçsoy      | 15. Aug. 2005 | Beşiktaş IstanbulP     | 2                       | 0                   | 4. Juni 2024         | 10. Juni 2024, gegen Polen      | –                   | 1                 | 001          |          |             |                 |            |
| 9 | Cenk Tosun          | 7. Juni 1991  | Beşiktaş IstanbulP     | 51                      | 20                  | 15. Okt. 2013        | 10. Juni 2024, gegen Polen      | 1 (2016)            | 2                 | 023          | 1        | Gelbe Karte |                 |            |
| 11 | Yusuf Yazıcı        | 29. Jan. 1997 | OSC Lille              | 43                      | 3                   | 11. Juni 2017        | 4. Juni 2024, gegen Italien     | 3 (2021)            | 2                 | 056          |          |             |                 |            |
| 26 | Bertuğ Yıldırım     | 12. Juli 2002 | Stade Rennes           | 3                       | 2                   | 8. Sep. 2023         | 12. Okt. 2023, gegen Kroatien   | –                   |                   |              |          |             |                 | 2          |
| 19 | Kenan Yıldız        | 4. Mai 2005   | Juventus TurinP        | 7                       | 1                   | 12. Okt. 2023        | 10. Juni 2024, gegen Polen      | –                   | 5                 | 347          |          | Gelbe Karte |                 |            |
| 21 | Barış Alper Yılmaz  | 23. Mai 2000  | Galatasaray IstanbulM  | 15                      | 2                   | 13. Nov. 2021        | 10. Juni 2024, gegen Polen      | –                   | 5                 | 450          |          |             |                 |            |
| Trainer |                     |               |                        |                         |                     |                      |                                 |                     |                   |              |          |             |                 |            |
| Vincenzo Montella | Vincenzo Montella   | 18. Juni 1974 | Cheftrainer            | Cheftrainer             | Cheftrainer         | Cheftrainer          | Cheftrainer                     | Cheftrainer         | 5                 |              | –        | Gelbe Karte |                 |            |
| Daniele Russo | Daniele Russo       | 3. Juli 1973  | Co-Trainer             | Co-Trainer              | Co-Trainer          | Co-Trainer           | Co-Trainer                      | Co-Trainer          |                   |              | –        |             |                 |            |
| Selçuk Şahin | Selçuk Şahin        | 31. Jan. 1981 | Co-Trainer             | Co-Trainer              | Co-Trainer          | Co-Trainer           | Co-Trainer                      | Co-Trainer          |                   |              | –        |             |                 |            |
| Anmerkungen: M = Meister der Saison 2023/24, P = Pokalsieger 2024; CL = Champions-League-Sieger 2024, II = Zweitligist, M2 = Zweitligameister |                     |               |                        |                         |                     |                      |                                 |                     |                   |              |          |             |                 |            |

## Endrunde
Bei der Auslosung am 2. Dezember 2023 in der Hamburger Elbphilharmonie wurde die Türkei aus Topf 2 in die Gruppe F mit Portugal, Tschechien und dem Gewinner des Play-off-Pfades C, Georgien, das sich im Elfmeterschießen des Play-off-Finales gegen Griechenland durchsetzte und damit erstmals für eine EM-Endrunde qualifizierte.

### Gruppenspiele
| Pl. | Land       | Sp. | S | U | N | Tore    | Diff. | Punkte |
| --- | ---------- | --- | - | - | - | ------- | ----- | ------ |
| 1. | Portugal   | 3   | 2 | 0 | 1 | 005:300 | +2    | 06     |
| 2. | Türkei     | 3   | 2 | 0 | 1 | 005:500 | ±0    | 06     |
| 3. | Georgien   | 3   | 1 | 1 | 1 | 004:400 | ±0    | 04     |
| 4. | Tschechien | 3   | 0 | 1 | 2 | 003:500 | −2    | 01     |
| Für die Platzierung der portugiesischen und türkischen Mannschaft war der direkte Vergleich (3:0) maßgeblich |            |     |   |   |   |         |       |        |

|                                                         |   |          |           |
| Dienstag, 18. Juni 2024 um 18:00 Uhr (MESZ) in Dortmund |   |          |           |
| Türkei                                                  | – | Georgien | 3:1 (1:1) |
| Samstag, 22. Juni 2024 um 18:00 Uhr (MESZ) in Dortmund  |   |          |           |
| Türkei                                                  | – | Portugal | 0:3 (0:2) |
| Mittwoch, 26. Juni 2024 um 21:00 Uhr (MESZ) in Hamburg  |   |          |           |
| Tschechien                                              | – | Türkei   | 1:2 (0:1) |

### K.o.-Runde
|                                                                |   |        |           |
| Achtelfinale, Di., 2. Juli 2024 um 21:00 Uhr (MESZ) in Leipzig |   |        |           |
| Österreich                                                     | – | Türkei | 1:2 (0:2) |
| Viertelfinale, Sa., 6. Juli 2024 um 21:00 Uhr (MESZ) in Berlin |   |        |           |
| Niederlande                                                    | – | Türkei | 2:1 (0:1) |